# Cylonok
A cylonok a Csillagközi romboló (Battlestar Galactica, 2004) c. sci-fi franchise szereplői: az emberiség által épített intelligens robotok, melyek addig fejlődtek, míg végül már a készítőiket fenyegették, és hamarosan kitört a háború az emberek és a cylonok között. Az első cylon háborúnak a cylonok visszavonulása vetett véget.
Azonban 40 év után visszatértek, sokkal fejlettebb technológiával, mint amit eddig használtak. Az első háborúban még csak a teljesen mechanoid, robotszerű „kenyérpirítók” vettek részt, ám az önkéntes száműzetés 40 éve alatt jelentősen megváltozott és fejlettebb formában tértek vissza.

## A cylonok története
„Mindez már megtörtént, és újra megtörténik majd.”

– Csillagközi romboló (2004)

### A cylonok és emberek körforgása
A tévésorozat alapjául szolgáló körkörös „történelemfilozófia” szerint a cylonok és az emberek bizonyos értelemben véve időtlen idők óta léteznek. Az emberek megteremtik a cylonokat, de önző természetük miatt rosszul bánnak velük, így a cylonok fellázadnak és elpusztítják őket, az emberek leverik a lázadást, és újra felépítik a civilizációjukat. Elegendő idő folytán, amikor az események már mítosszá lettek, gépesíteni kezdik tevékenységeiket, ezért újra megteremtik a cylonokat ... és minden kezdődik elölről. Ha esetleg a cylonok kerekednének felül, az sem jelenti a körforgás megszakadását, mivel a gépek evolúciójának természetes útja a teljes biologizáció, így ha a cylonok győznek, egy idő múlva alig megkülönböztethetővé válnak az emberektől, gyakorlatilag emberré válnak, így átveszik az addigi emberiség helyét, és a megfelelő időben megteremtik a saját gépi szolgáikat.
Ezt a sajátosan instabil rendszert írja le a sorozatban visszatérő mondás, miszerint „Mindez már megtörtént, és újra megtörténik majd.” Hogy megszakítható-e mégis valahogyan a gépiesedés és biológiasodás örök, mindig katasztrófába torkolló körforgása, ennek kérdését a sorozat utolsó epizódja explicite felveti, azonban igazából nyitva hagyja (bár a befejezés inkább optimizmust sugall).

### Az „első” cylonok
Két-háromezer évvel a fő sorozat cselekménye előtt (amely kb. 150 000 évvel a jelen előtt játszódik) az emberiség mitikus ősbolygóján, Kobolon az emberiség megalkotta a cylonokat. Ezután - amint a szent szövegek sejtetik, tragikus körülmények között - megkezdődött a kivándorlás (ennek azonban nem volt köze a cylonok létrejöttéhez), vagy menekülés Kobol tizenkét kolóniájára, a bolygón lévő civilizáció eltűnt (bár a bolygó lakható maradt).
Egy kevesek által ismert mítosz szerint létezett egy tizenharmadik kolónia is, a Föld. Mint a sorozat záró évadában kiderül, a tizenharmadik törzs tagjai épp az ősi cylonok voltak, akik az elvándorlást választották, hogy egy tisztán cylonok alkotta társadalmat építsenek. Több ezer évig (legalább 2) éltek magukban A Földön, és annyira elemberiesedtek, hogy végül megalkották saját robotszolgáikat, a cylonok cylonjait, azok viszont fellázadtak és kiirtották őket, csak öt túlélő menekült meg (pontosabban, meghaltak, azonban egyikük újraépítette a már régóta nem használt feltámasztó technológiát, így egy, orbitális pályán várakozó űrhajón új testbe töltődtek le). A Föld emberi életre alkalmatlan pusztasággá változott.
A túlélő csoport, az "utolsó öt" az említett, FTL rendszerrel nem rendelkező űrhajón volt kénytelen menekülni, és az emberi kolóniák felé vették az irányt, hogy figyelmeztessék őket a mesterséges intelligenciával való rossz bánásmód veszélyére, és megakadályozzák a hasonló népirtást. Az ugróhajtóműves hajókhoz viszonyított lassú („pusztán” fénysebesség-közeli) utazósebesség és az ennek során fellépő relativisztikus időtorzulás miatt  kb. kétezer évig utaztak, és majdnem késve érkeztek: már folyt az emberek által ismét megalkotott, lázadó, mechanoid, „kenyérpirítónak” csúfolt cylonokkal vívott első háború Kobol többi kolóniáján.

### Az első cylon háború
Az első olyan cylon, akit a tizenkét emberi kolónián élő emberiség alkotott meg, a Caprica című spin-off sorozat szerint a Caprica bolygón jött létre. A létrehozásában kulcsszerepe volt egy Zoe Graystone nevű informatikus-zseni lánynak, aki egy vallási fundamentalisták által okozott merényletben meghalt (a szervezetnek maga is tagja volt, azonban az egyik mérsékeltebb szárnyhoz tartozott), azonban tudatáról - egy Zoe által felfedezett technológiával - egy másolatot (avatárt) készített, aki vagy ami életben vagy működésben maradt a Capricai virtuális világhálón bolyongva. Az apja, egy katonai projekt részeként, létrehozott egy géptestet (az első capricai cylont); Zoe avatárját beletöltve értelmet adott a robotnak. Erre két oka is volt: a robot súlyos irányítási problémákkal küzdött (az agyát képező chiprendszert ugyanis egy rivális cégtől lopták, de nem értették teljesen), és nem működött megbízhatóan; Greystonet pedig szorították a határidők. Másrészt hiányzott neki a lánya, így, amikorra elfogadta, hogy Zoe avatárja teljesen azonos az egykori lányával, szerette volna megmenteni, és visszakapni. Úgy gondolta, a robot testében hozzávetőleges biztonságban van addig, amíg ki nem dolgoznak a lánynak egy szintetikus, de teljesen emberforma testet (amit végül sikerült megtenni).
A cylonok lassan sokasodtak, és a terrorelhárítástól a kutyasétáltatáson át egészen a gyermekmegőrzésig sokféle feladatot láttak el. Azonban nem akartak szolgák maradni, különösen az emberek szolgái nem, mivel az emberiség bűneit és az emberi léttel járó ellentmondásokat nem tudták elfogadni. Egy több, mint egy évtizedig tartó háborút kezdtek, hogy kiirtsák az emberiséget. A háború során a cylonok uralkodó formájává a centúriók, ezek a beszédképes harci androidok váltak, amelyek a Greystone vállalat által kifejlesztett capricai katonai robotok továbbfejlődött változatai voltak. Végül a két fél fegyverszünetet kötött. Létrehoztak egy semleges területen lévő űrállomást, hogy időnként tárgyalhassanak, ha szükséges és ígéretet tettek, hogy tiszteletben tartják egymás űrszektorait, emberi űrhajó nem lép cylon területekre (a szerződést az emberek egyébként megszegték, hogy kémkedjenek). A cylonok egyik találkozóra sem mentek el; elvonultak, eltűntek, többségük egy hatalmas, Kolónia nevű űrbázison élt; és negyven évig senki sem hallott felőlük.

### A második cylon háború
Az első cylon háborúnak az Ötök sikeresen véget vetettek: cserébe, hogy a centúriók lemondtak az emberekkel vívott háborúról, létrehozták nekik a hét új emberforma cylon modellt, és megépítették az első feltámasztóhajókat. Az alku mindenkinek örömére szolgált - leszámítva az újonnan létrejött teremtményeket, akik nagyobb helyet követeltek maguknak mind szüleik (értsd: az Ötök) szívében, mind az Univerzumban; így az Ötök csak elodázni tudták a konfliktust, az új emberformák egy része pedig újból célul tűzte ki az emberiség kiirtását.
A második háború kirobbanásában kulcsszerepe volt a John Cavil nevű Egyes modellek és az Ötök közti "szülő-gyermek" jellegű konfliktusnak. Cavil, az első emberforma rájött, vagy úgy hitte, hogy közvetlen szülei (megalkotói), az Ötök, jobban szeretik az emberiséget, mint a saját fajtájukat. Ő maga nevetségesnek gondolta a cylonok biologizáció iránti igényét, a gépi lét tökéletes és fejleszthető volta, a humanoid lét romlott, kisszerű és tökéletlenségre ítélt jellege mellett érvelt. A szüleit azonban képtelen volt meggyőzni erről, ami iszonyatos dühvel töltötte el.
Cavil elhatározta, hogy kiirtja az emberiséget. Deaktiválta az ötöket, és átprogramozta, lázította és saját elgondolásaival manipulálta a testvéreit (könnyen megtehette, mivel már kezdettől fogva részt vett a megalkotásukban), előkészítette és elindította az új atomháborút. Ugyanakkor arra ítélte a szüleit, hogy emlékeiket törölve, az emberek között éljék át a genocídiumot, ügyelve arra, hogy ne csak túléljék azt, hanem ráadásul minél többet szenvedjenek, minél inkább megtapasztalva az emberlét tökéletlenségét. Úgy hitte, amennyiben szülei már nem fogják szeretni sem az emberiséget (mert nem létezik), sem saját embervoltukat, úgy értelmük a gépek felé fog fordulni.
Miután megtörténtek az előkészületek, a cylon űrflotta atombombáival megtámadta és szinte teljesen kiirtotta az emberi telepeket, de ötvenezer túlélő a Galactica nevű ősrégi űrcirkáló védelme alatt elmenekült, nyomában a cylonok hajóival.
Amikor feltámadtak a cylon báziscsillagokon az első emberformák, akik részt vettek és elpusztultak a háborúban, és néhányuk, akiknek volt emberi családja vagy szerettei, tiltakozni kezdett az értelmetlen öldöklés ellen, a cylonok szokásuk szerint többségi szavazást tartottak, amelyen a háború folytatásának terve elbukott: a cylonok többsége a békét akart. Ez nem jelentette azt, hogy jobban bíztak az emberekben, vagy jobban szerették volna őket, csupán - ahogy az egyes modellek fogalmaztak - az emberiség egy időre „kegyelmet kapott”. Az egyik egyest, aki átadta a cylonok üzenetét a Csillagközin Laura Roslin elnöknek, egy másik társával együtt az elnök kidobatta egy légzsilipen: az emberek nem hitték el, hogy a békeüzenet valódi, és folytatták a menekülést a cylonok elől.

### Az új capricai kísérlet
Amikor az emberiség egy rejtett lakható bolygót talált, feladta a mitikus Föld utáni, bizonytalan kimenetelű keresést. Laura Rosslin elnököt leváltották, Gaius Baltar lett a Kolóniák elnöke, aki kampánya középpontjába az új bolygón való letelepedést helyezte. A bolygót Új Capricának nevezték el. Sajnos Baltar egyik cylon szeretője, Gina Inviere (egy Hatos), aki egy cylonokkal való kiegyezést szorgalmazó mozgalom egyik vezetője volt (csak Baltar tudta azonban, hogy cylon) öngyilkos lett a letelepedés előtt, ráadásul az öngyilkosságot egy atombomba felrobbantásával követte el. A bolygó rejtettsége ellenére a cylonok járőrei észlelték a hatalmas energiakitörést, így Új Caprica titka napvilágra került számukra.
A cylonok meglepetésszerűen, harc nélkül foglalták el a bolygón lévő emberi telepeket. A céljaik – elvben – ezúttal nemesek voltak: két békepárti cylon exügynök ("Capricai Hatos" és Sharon "Boomer") hatására megpróbáltak együtt élni az emberiség kb. negyvenezer főre apadt maradékával. Az elgondolásnak azonban több hibája is volt. Egyrészt, a gépek még mindig kevéssé értették az emberi társadalom működését, a kölcsönös bizalmatlanság miatt pedig Gaius Baltar elnök áldemokratikus bábkormányának félkatonai diktatúrája alatt tartották a túlélőket. Másrészt, Cavil és néhány társa a háttérben a diktatúra szigorításán mesterkedtek (a rossz körülményekre és az emberek ellenségessége okozta veszélyre hivatkozva ezt könnyen megtehették – Új Caprica ugyanis nem volt a régihez fogható paradicsom, csak éppenhogy lakható); embereket tartottak fogva, kínoztak meg. Ez a próbálkozás sem volt sikeres, az emberek fellázadtak és elmenekültek. A kísérlet mintegy ötezer emberéletbe került, és a cylonok többsége is borzalmas emlékeket őrzött róla, mivel a lázadásban sokukat megölték (a cylonok azonban képesek új testbe töltődve feltámadni).

### A Föld keresése és a béke
Ezután, akárcsak az emberek, folytatták a Föld utáni kutatást, mivel ott szerettek volna letelepedni, hogy "tiszta lappal" indulva élhessenek.
Számtalan bonyodalom, intrika és összecsapás után a két frakció megtalálta a Földet. A bolygó megtalálásában kulcsszerepe volt az Ötöknek, akik egykor ott laktak, de mivel Cavil törölte az emlékeiket, csak homályos útmutatást tudtak adni (olyan, kétezer éve látott útjelzőkre kellett hagyatkozniuk, mint Jupiter Szemének Temploma egy algabolygón, valamint különféle szupernovák és csillagködök) - helyzetüket nehezítette, hogy cylon voltukat, miután ráébredtek erre, sokáig titkolniuk kellett az ellenséges emberek előtt. Kulcsszerep jutott továbbá a bolygó megtalálásában Kara Thrace vipera-pilótának, aki kényszerleszállást hajtott végre a bolygón, és elhelyezett rajta egy jeladót, amit az Ötöknek sikerült észlelnie. Fontos szerep jutott továbbá D'Anna Biersnek (egy Hármas szériába tartozó cylon nőnek), akinek meghibásodott a Cavil által beleprogramozott szubrutinja, ami az Ötök témájának tabuként való kezeléséért volt felelős, így a Hármas titkos kutatást indított az Ötök kiléte iránt, amiben különféle okokból a bukott emberi exelnök,   Gaius Baltar hathatós segítséget nyújtott neki.
A Földről mindkét frakció csak annyit tudott, hogy a "Kobol tizenharmadik törzsébe" tartozó emberek otthona. Ez kétszeresen is tévedés volt, egyrészt, mivel a Földet valójában cylonok lakták (a tizenharmadik törzs vagy kolónia a jelen cylonjaitól meglehetősen eltérő, jóval emberbarátabb és biologizálódott kultúra volt), másrészt, mivel a bolygó már régóta lakhatatlanná vált. Amikorra a kolóniák emberi és cylon menekültjei odaértek, óriási csalódásukra, csak egy nukleáris tél borította sivár pusztaságot találtak ott, amit  atomháború nyomai tettek lakhatatlanná. Az Ötök - akiknek kiléte eddigre feltárult - csak egy-két homályos emléket voltak képesek visszaidézni az atomháborúról, ami kiirtotta a népüket - de segíteni ők sem tudtak a reménytelen helyzetben.
A Föld, a két faj utolsó mentsvára, illúziónak bizonyult. Egyes emberek az öngyilkosságba menekültek a reménytelenség elől (még maga az admirális is próbálkozott vele), a gépek között az előzőleg kitört széthúzás és a hatalomért vívott polgárháború tovább fajult. Miután a hatos és nyolcas modellek, a Leobenekkel együtt, fellázadtak Cavil de facto vezetése ellen, Cavil egy báziscsillag legénységének kivételével az összes lázadót megsemmisítette. A lázadók úgy vélték (bár a lázadás oka nem ez a vélemény volt), hogy a gépeknek is szüksége van a halandóságra, mivel csak ez ad tetteiknek jelentőséget és erkölcsi értéket: aki tovább él, vagy feltámad, akármit is tett előzőleg, az nem képes döntéseinek súlyát felérni ésszel, vagy szívvel, és sosem képes egy, az emberekéhez hasonló társadalmat létrehozni. Ezért segítettek az embereknek megsemmisíteni a Cavil frakciója birtokában maradt feltámasztóhajókat. A cylonok elvesztették halhatatlanságukat. A megmaradt lázadó báziscsillag legénysége az emberi flotta védelme alá helyezte magát, ami a flotta túlnyomó többségében természetesen óriási riadalmat keltett. Az emberek java része úgy gondolta, hogy ez csak egy újabb cylon csel, ám ha nem is az, akkor sem származhat semmi jó egy olyan civilizációval való összefogásból, ami pár hónappal ezelőtt több milliárd embert irtott ki néhány óra leforgása alatt.
Adama apai személyisége egy ideig késleltette az emberek között kirobbanó harcot, ám, amikor az admirális - először csak kényszerűségből - összefogott az egykori ellenséggel, sok emberben az iránta való bizalom maradéka is elveszett. Felix Gaeta hadnagy és Tom Zarek exalelnök vezetésével egy civilek és katonák összefogásával kialakuló forradalom robbant ki a Galacticán. Sok ember bennük látta a megmentőt, amikor azonban Zarek, aki mindig is híres és hírhedt volt radikális gondolkodásáról, lemészároltatta a civilek által alkotott, kormányként funkcionáló Tanácsot, akik az útjába álltak, világossá vált, hogy csak egy újabb diktatúra van születőben. Adama és Roslin, akiket Gaetáék ki akartak végezni, leverték a lázadást, és hatalmon maradtak. Megnyílt az út a két halálos ellenség, emberek és cylonok egyesülésére. A háború és a polgárháborúk felemésztették a készleteket és lassan lakhatatlanná tették az űrhajókat, így a cylonok és az emberek sok újabb áldozat árán bár, de belátták, hogy csak együtt élhetik túl a kétségbeesetté váló keresést egy lakható bolygó után.
Mivel a biológiai szaporodás sikere nagyon ritka és esetleges volt a cylonok köreiben, ezért a gépfaj léte és továbbélése a feltámadás lehetőségének megszűnte után komoly problémának számított. Ezért kapott különös fontosságot Hera Agathon, egy félig ember, félig cylon kislány, akit Cavil a „Boomer” hívónevű nyolcas (egykori kolóniai tiszt) által elraboltatott és saját űrbázisára, a Kolóniára vitetett tanulmányozás és kísérletezés céljából. Ezt Adama sem volt hajlandó eltűrni, részben személyes kötődése miatt a lány cylon anyjához, Sharon Agathonhoz, aki először fogolyként, majd barátként és a kolóniai hadsereg tisztjeként, több alkalommal is megmentette az emberiséget, részben Roslin tanácsára hallgatva, aki biztos volt benne, hogy az emberiség sorsának kulcsát is a gyermek jelenti. A lázadó cylonok még kevésbé bíztak Cavilban, a kislányt a maguk fajából valónak tekintették, és tudták, hogy Cavil elkezd rajta kísérletezni, talán el is pusztítja. A Cavil birtokában lévő kolóniahajó elleni csata lett az emberek és cylonok első közös haditette, célja Hera kiszabadítása volt. Ez lett a Galactica utolsó küldetése, mert az eddig is csak a lélek által összetartott hajó ebben a csatában annyira megrongálódott, hogy menthetetlenül életveszélyessé vált.
A csata végén, részben Gaius Baltar rögtönzött beszédének köszönhetően, aki meggyőzte a közönséget, hogy természetfeletti hatalmak irányítják az eseményeket, kis híján sikerült megegyezni Cavillel is - az alku sikertelensége végső soron nem az Egyesen múlt. Az Ötök a konfliktus kézenfekvő megoldásaként megígérték a cylon-vezérnek, hogy a kislányért cserébe visszaadják a feltámasztási technológiát. Ám a korábbi bűnök, amiktől az Ötök sem voltak mentesek, elkísérték mindegyik felet. Egyikük, Tory Foster, Roslin főasszisztense, az Új Capricáról való megmenekülés után nem sokkal titokban megölte Galen Tyrol, egy másik Ötök-tag feleségét, Cally Tyrolt, mert az leleplezte, hogy cylonok. Amikor az Ötök összekapcsolták tudatukat, hogy a technológia minden részét átadhassák Cavilnek, Tyrol tudomást szerzett a gyilkosságról, és - mielőtt bárki bármit tehetett volna - megfojtotta Fostert. Cavil és a társaságában lévő egyik Doral példány azt hitte, hogy szándékosan árulták el őket, így újrakezdődött a lövöldözés. Az összes háborúpárti cylon modell minden példánya megsemmisült, az utolsó Cavil példány saját kezűleg végzett magával. Hera - többé-kevésbé sértetlenül - visszakerült a szüleihez. A Kolónia-bázis irányíthatatlanná vált a csata során, a fekete lyuk torkában semmisült meg, fedélzetén a még esetleg működő ellenséges cylonokkal egyetemben.
A Galactica azonban nagyon kritikus állapotban volt. Mivel a csata egy fekete lyuk akkréciós korongjának közelében zajlott, sürgősen el kellett ugrani a helyszínről, mielőtt a gravitáció összetöri a rombolót. Már a koordináták kiszámítására sem volt idő, Kara Thrace pilóta vaktában programozta az utolsó, a mérnökök szerint még (talán) egyben maradó tartószerkezettel megkockáztatható ugrást a hajó navigációs rendszerébe, olyan koordináták alapján, amelyek részben Herától származtak. A Galactica egy csodaszép, kék színű, életre alkalmas bolygó közelében tért vissza a normál térbe. A csodáról hamar hírt kapott a kolóniai flotta, és kíséretében várakozó báziscsillag is. Adama admirális iróniából Földnek nevezte el az új bolygót, így „csakazértis” megtalálták a mítoszokban szereplő Édenkertet.
A lázadók oldalán harcoló centúriókat jutalmul saját útjukra engedték, hogy megteremthessék a maguk világát. Az új telepesek úgy döntöttek, hogy nem kell technológia, újrakezdenek mindent, a flottát belevezették a Napba (erre Samuel T. Anders, az Ötök egyike vállalkozott, mivel a Gaeta-féle lázadás során súlyos agysérülést szenvedett egy pisztolygolyótól, és nem sok ideje maradt hátra); ők maguk pedig szétszóródtak a bolygó kontinensein, apró településeket alkotva. Az emberiség ősanyja ("mitokondriális Éva)" Hera Agathon lett, az emberi apától (Karl "Helo" Agathon) és cylon anyától (Sharon "Athena" Agathon) származó kislány, így a mai emberiség felerészt a cylonoktól származik.

## Cylon fajták

### Cylon centúriók
A cylon centúriók, gúnynevükön „sétáló kenyérpirítók” (vagy "bádogpofák", ill. "ócsakavasak" - utóbbi kifejezéssel a többi cylont is gúnyolják) a cylonok gyalogos közkatonái és dolgozói. Több milliárd készült belőlük, mindegyik ugyanúgy néz ki. A félig szerves, biokibernetikus, fejlettebb cylon modellekkel ellentétben megfelelnek a robotokról alkotott sztereotípiáknak: fémből vannak, főképp támadásra és egyszerűbb (illetve "alantasabb") munkákra vannak programozva. Csuklóikba gépágyú van építve.
Az eredeti sorozat szerint a centúriók értelmes és beszédképes katonák voltak, akiket egy hüllőszerű idegen faj (akit szintén cylonnak neveztek) teremtett, de a gépek kiirtották őket. A kétezres évekbeli sorozat és spin-offjai szerint többféle centúriómodell különböztethető meg.
- "földi centúriók" - csak a roncsaik tűnnek fel a sorozatban, a földi cylonok készítették őket. Nem azonosak semelyik későbbi centúriómodellel sem. Az ősi Földet megsemmisítő háborúban feltételezhetően kihaltak.
- U-87-es pre-centúrió-modellek: a Caprica c. spin-off szerint az első centúriók, a Graystone Industries nevű kolóniai nagyvállalat készítette U-87 Cyber Combat egységek, intelligens harci androidok voltak, a hadsereg számára.
- „Első generációs” v. "0005"-ös modellek - az első cylon háborúban legnagyobb számban részt vevő centúriók: gépi gyalogos katonák. Valamivel emberszerűbbek voltak az U-87-eseknél (halványan emlékeztettek egy megtermett, köpcös ókori páncélos hoplitára vagy gladiátorra), némileg nehézkesen és zajosan mozogtak, szemüket egyetlen, vörös fényt kibocsátó vizor képezte. Energiaellátásukat beépített cellákkal oldották meg. Változatos kézifegyver-arzenállal harcoltak (a 78-as sorozatban sugárfegyverekkel, a 2004-esben hagyományos töltényes-gránátos stb. gyalogsági és tüzérségi fegyverekkel). Beszédképes, intelligens és érzésekre is képes lények voltak. Több okból is feltételezhető, hogy ezek a brutális centúriók nem egyszerűen csak harcoltak az emberekkel, hanem elemi erővel gyűlölték is őket: pl. az emberi holttesteket gyakran meggyalázták, feldarabolták, a foglyokkal pedig kegyetlenkedtek, mielőtt megölték őket. Ezzel egyébként korántsem voltak egyedül a cylonok között: teremtményeik jó része örökölte tőlük az emberiség iránt érzett megvetést, gyűlöletet és bizalmatlanságot. Ugyanakkor a gyűlölet oka nem a szerves és szervetlen lét különbsége volt: a centúriók nem tartották magasabbrendűnek a gépi létezést, és vágytak is arra, hogy eltanulják vagy elragadják az emberektől a biológiai jellegzetességeiket. Bár maguk egyáltalán nem tisztelték az emberi életeket, a háború egyik gyakran hangoztatott ideológiai indoka az volt részükről, miszerint „az emberek nem tisztelik az életet, a cylonok igen”.
- „Djerba”-modellek: A Vér és Króm c. spin-offban megjelenő, a Djerba nevű cylonok megszállta bolygón előforduló őr-centúriófajta. A „hoplita”-jellegű 0005-ösökkel ellentétben ezek kevésbé emberszerűbbek, különösen a végtagok és a fej mutat néhány rovar- vagy űrlényszerű jellegzetességet. A sebesült és haldokló egyedek fájdalmat éreznek, sikoltoznak.
- „Második generációs” robotcentúrió: A második cylon háború során az emberforma cylonokkal együtt megjelentek a modernebb külsejű és hatékonyabb, beépített fegyverekkel küzdő, azonban lényegesebben kevésbé önálló centúriók; akiket egy, a magasabb agyfunkciókat gátló szerkezet segítségével az emberformák lényegében lélek nélküli rabszolgákká fokoztak le. Az új modellek ismét kevésbé emberszerűek (de még android jellegűek azért), sokkal gyorsabbak, erősebbek és golyóállóbbak voltak, szükség esetén, emberforma parancsnokaik pusztulásakor bonyolult kollaboratív harcászati tevékenységekre is képessé váltak (pl. légvédelmi üteg építése emberi hajóroncsból). Feltételezhető azonban, hogy intelligenciájuk csupán a hadi tevékenységre korlátozottan volt számottevő, egyébként meglehetősen önállótlannak és alárendeltnek mutatkoznak. Soha nem szólalnak meg (noha néhány jelenetben van erre alkalmuk), így feltételezhetően nem beszédképesek, egymással valamiféle drót nélküli hálózat által kommunikálnak. Az emberi beszédet megértik, mert az emberformák a hagyományos úton, verbálisan osztanak nekik parancsokat. Ezek a centúriók nem voltak puszta hadigépek: utalások szerint az olyan alantasabb munkák, mint a takarítás, létesítmények vagy foglyok őrzése, vagy az elpusztított területek rehabilitációja (hullatakarítás, faültetés(!) ), főképp, bár nem kizárólag, a centúriók feladata volt.

A centúriók és raiderek nagyobb önállóságának kérdése volt a cylonok közti polgárháborút kirobbantó egyik ok (lásd: raiderek).

### Raiderek (vadászok)
Az első cylon háborúban a "raiderek" puszta űrvadászgépek voltak, amiket androidjellegű pilótacentúriók vezettek. Negyven évvel a háború vége után komoly változáson estek át: önjáró, nagyrészt szerves anyagból álló félorganikus harci robotok, akik korlátozottan (állati módon) intelligensek. Természetesen űrharcra vannak programozva. Ugyanúgy újra lehet éleszteni őket, mint a többi modellt, ha van egy speciális, úgynevezett feltámasztó hajó a közelben. Ha nincs, végleg meghalnak.
A legerősebbet Sebhelyesnek hívták (a szenzorán végigfutó sérülés miatt), amit több, mint százszor lőttek ki, de mindig újraéledt. Sebhelyes - ami ritka volt a raiderek körében - az egyéniség jeleit kezdte mutatni, és magánakciók keretében számos embert ölt meg lesből támadva, mert gyűlölte őket a rengetegszer átélt halálélmény miatt. Amikor a Csillagközi elpusztította a közelében lévő feltámasztóhajót, két pilóta felkutatta és elpusztította a Sebhelyest is.
A centúriók és raiderek nagyobb önállóságának kérdése volt a cylonok közti polgárháborút kiváltó egyik ok. Az emberformák egy része (a Hatosok és Nyolcasok többsége) megelégelte, hogy az Egyes modellek puszta gépeknek tekintik a katonákat, és már-már úgy bánnak velük, amint az egy embertől telne ki. A másik, az Egyesek irányította frakció, biztonsági veszélynek tüntették fel a katonaság deautomatizálását, valójában legalább annyira a saját uralmukat és a társaik felett ravaszsággal és intrikával elért befolyásukat, a hatalmi egyensúlyt féltették; mivel ők voltak a háborúpártibbak, és így nekik volt szükségük inkább egy engedelmes és a saját érdekeire tekintettel nem lévő, fanatikus katonaságra.
Az egyik Galacticával vívott csatában a vadászok barát-ellenség felismerőrendszere megzavarodott, és parancs nélkül visszavonultak, mivel észlelték, hogy a pilóták egyike ismeretlen cylon (az Ötök nevű cylon csoport egyike). Az Egyesek, akik a pokolba kívánták az Ötöket, a visszavonulást meghibásodásként értékelték, és ki kívánták iktatni a raiderek ezért felelős rendszereit, és az egyik báziscsillagot berendezték műhelynek, ahol belekezdtek a "javításba". A Hatosok többsége ezt a vadászok megcsonkításának tekintette. Az egyik Hatos, Natalie Faust - érzelmek által vezettetve, illetve attól való félelmében, hogy a Cavilek (az Egyesek) végleg megölik az Ötöket, akik ismerik a Föld helyét - ezért kikapcsolta a hajó centúrióinak nagyagygátló szerkezetét, és feltüzelte őket, hogy lőjék le a hajón tartózkodó "csonkítás" mellett szavazókat. Válaszul a Cavilek kiugrasztották a feltámasztóhajó hatósugarából a flottát, és szétlövették a Natalieval szavazók (többségében kettesek, hatosok és nyolcasok) báziscsillagait (a lázadók többsége így végleg meghalt), csak az egyik lázadó hajó menekült meg. Ezzel megkezdődött a cylonok polgárháborúja.

### Állati kimérák
A centúriók kísérleteinek eredményei, a Vér és króm c. sorozatban jelennek meg. Biokibernetikus, sárkányszerű állati szörnyetegek, a Djerba bolygón élnek.

### Android-kimérák
Szintén a Vér és krómban jelennek meg. Ezek a lények átmenetet képeztek a centúriók és a hibridek között, külsejük embert utánoz; némileg emlékeztet az Én, a robot c. sci-fi NS-5-ös androidmodelljeire.
Bizonyos testtájaiknak (kezek, fej) nagymértékben szerves kinézete van, azonban feltételezhetően ezek a részek csak szintetikus utánzatai az emberi testrészeknek, és nem organikus szervek. A sorozatban egyetlen, női jellegű kiméra jelenik meg, megölve egy embert, aki meggyőződésből együttműködött a cylonokkal, miután azt kérdezi tőle: „Azt hiszed, csak mert felvilágosultabb vagy a fajod átlagánál, kevésbé gyűlölünk?”

### Hibridek
Az új cylon flotta főleg a hibridek irányította báziscsillagokból, továbbá vadászokból (raiderekből, nehéz raiderekből), valamint feltámasztóhajókból áll. A hibrideket, akik a báziscsillagok vezérlőrendszereit irányító, félig emberi külsejű kiborgok, az első cylon háború végén kísérletezték ki az emberi fiziológia és a gépi technológia egyesítésével. A hibridek emberi része egy fiziológiás oldattal teli kádban fekszik, belőle számos kábel nyúlik az aljzatba. A test így teljesen össze van kapcsolva a báziscsillag rendszereivel - gyakorlatilag nincs éles határ a hajótest és a hibrid között, így ebből a szempontból (de más okokból is) a cylon báziscsillagok is egy hatalmas organizmusnak tekinthetőek. Ennek ellenére a hibrid leválasztható a hajóról, ha szükséges, a hajó és a hibrid ettől még épségben marad.
A hibridek teljesen másképp viselkednek, mint az emberforma cylonok, minthogy feladatuk is más. Java részük állandóan monologizál, beszédük egy része a hajó rendszereivel való kommunikáció hangos naplózása, parancsnyugtázás, helyzetjelentések és hasonlók, ám ebbe belekeverednek az emberi rész idegrendszere által generált, általában véletlenszerűnek tűnő gondolatok. Így a hibrid állandóan zagyvaságokat beszél, illetve zagyvaságokat kever technoblablával.
Sok hibridnek azonban prófétai képességei vannak: képesek mondóka- vagy metaforaszerű rébuszok formájában megjósolni, előre jelezni dolgokat, eseményeket, legalábbis egyes cylonok szerint, ennek a képességnek a valódiságáról, illetve magyarázatáról azonban még a cylonok is csak találgatásokra vannak utalva. A legtovább a fanatikusan vallásos Kettes (Leoben Conoy nevű) modellek mennek, akik szerint a hibridek beszéde Isten gondolatait tolmácsolja.
A hajók emberforma cylonok alkotta, demokratikusan működő irányítótanácsában nincs szavazati joguk, ugyanakkor joguk van stratégiailag döntő, életbevágó önálló döntéseket is hozni (mint pl. egy FTL ugrás, vagy vadászok indítása).
Az első hibrid az első cylon háború vége felé jött létre, brutális emberkísérletek eredményeképp, idős emberre hasonlított. A későbbi, egyforma kinézetű hibridek, melyek emberi része egy fekete hajú, fiatal nő volt, jelentősen különböztek tőle. A hibridek gyártását leállították, mivel evolúciós zsákutcának bizonyultak, a centúriók nem tudtak belőlük még biologizáltabb modelleket kifejleszteni. Az első hibridet és centúrió-osztagát, az Őrzőket a második háborúban semmisítette meg a Lee Adama vezette Pegasus romboló másodtisztje, Kendra Shaw, egy öngyilkos akció során (a fősorozat harmadik évadának nulladik, "Penge" című pilotjában).

### Ember külsejű cylonok
A második cylon háború beköszönte előtt jelentek meg az emberformák (értsd: emberforma cylonok), megtévesztésig ember külsejű cylonok, akik megdöbbentő mértékben utánozzák az emberi fiziológiát és pszichikumot. Ezek a teremtmények gyakorlatilag emberi számítógépek, izzadnak, véreznek, még meg is betegszenek, a testüknek nagyjából ugyanazon létfeltételekre van szüksége, mint az embereknek (bár némileg ellenállóbbak és erősebbek, de nem természetellenes mértékben). Érzelmeik vannak (dühösek, sírnak, nevetnek, stb.), ezért nagyon nehéz őket megkülönböztetni az emberektől.
A cylonok tulajdonképpen halhatatlanok, ugyanis ha a testük valamilyen oknál fogva megsemmisül vagy használhatatlanná válik, a tudatuk áttöltődik egy ugyanolyan testbe, mint amilyen az előző volt - egyfajta reinkarnáció ez, ahol a halál is tapasztalati forrás. Csak úgy ölhetők meg véglegesen, ha elpusztul vagy hatótávolságon kívül van a feltámasztóhajó, ahol az áttöltésre váró új testeket tárolják, s így nem tudnak hol újjászületni. Ez nemcsak az ember formájúakra vonatkozik, a hibridek és raiderek is feltámadnak, ha adottak a feltételek (a centúriók feltámadásával kapcsolatos források ellentmondásosak).
Elvileg tizenkétféle emberi külsejű cylon modell létezik, ám a sorozatban csak hat jelenik meg (mint kiderül, a Hetes modell minden példánya még születése előtt  deaktiválódott, az Egyes modell, Cavil, meggyilkolta őket), a másik öt modellnek külön története van (mint kiderül, egyáltalán nem is modellek, hanem teljesen egyéniek, akik egy, a jelen cylonjaitól teljesen függetlenül létrejött gépi civilizációból származnak), és kilétük csak az utolsó évadokban tárul fel.
A hét valóban „modellnek” mondható típus mindegyikéből számos példány készül , ezek ugyanúgy vagy nagyon hasonlóan néznek ki, mintha csak emberi klónok vagy ikrek lennének. Az emberi külsejű cylonok bonyolult, az emberi pszichikumhoz hasonló vagy azt szimuláló, individuális programozással rendelkeznek. Aktiválódásukkor ugyanazokat a (hamisított) emlékeket kapják, de eltérő életük és környezetük folytán egy modell mindegyik egyede külön egyéniséggé fejlődhet, és túllépheti az alapprogramozás direktíváit. Előfordul például, hogy egy ilyen cylon szerelmes, vallásos, pacifista, vagy emberpárti (cylon szempontból: áruló) lesz. Sok cylon alvó ügynökként él az emberi társadalomban, azaz embernek hiszi magát, megházasodik, sőt gyereket nemz/szül; mígnem valamelyik társa "fel nem ébreszti".
A cylon fiziológia annyira hű másolata az emberinek, hogy előfordulhat (bár közel sem könnyű vagy gyakori) a szaporodás a két faj között. Azonban, bár ránézésre teljesen emberszerűek, mégis vannak fiziológiai eltérések, így speciális orvosi vizsgálattal (főként az ún. cylon-detektorral) megkülönböztethetőek az emberektől. Másik példa, hogy az emberformák, bár egy részük férfi, más részük női modell, és szeretnék elérni, egymás között valamilyen okból képtelenek szaporodni, a testük így szintetikusan készül. Az emberformákban is vannak továbbá elrejtett gépi jellegű részek is, pl. számítógépes interfészek, amelyek segítségével akár a cylon, akár az emberi gépek elektronikai rendszereire is rákapcsolódhatnak.
Az emberforma cylonokat az ősi cylonok ("az utolsó öt" avagy az „Ötök”) készítették közösen a korai centúrió modellekkel együttműködve. Az emberformák így egyaránt "gyermekei" (alkotásai) az emberiségnek is és az Ötöknek, azaz cylonoknak is - bár ami az emberiséget illeti, azok logikai szempontból inkább „nagyszülők”, mint szülők. Amikor az első háború vége felé a centúriók felismerték a biológiai evolúció fontosságát a fejlődés és hatékonyság érdekében, brutális kísérleteket kezdtek emberi foglyaikon, hogy létrehozzanak egy biologizálódott és szaporodóképes cylon modellt. A kísérletet csak részben koronázta siker, létrejöttek a hibridek, de szaporodni nem tudtak. Az "utolsó öt", maguk egy kétezer évvel azelőtti pusztítás menekültjei, minthogy maguk teljesen biologizált cylonok voltak, segítettek a centúrióknak létrehozni a hét új emberforma cylon modellt, és a feltámasztó technológia egy csekélyebb változatával is felruházták őket, cserébe, hogy a robotok lemondanak az emberekkel vívott háborúról.  Az első cylon háború így véget ért, a cylonok visszavonultak. Sajnos az újonnan létrejött emberformák között is voltak háborúpártiak, akik egy időre még az ötöket is deaktiválták (bár azok később feltámadtak emberekként), így negyven év múlva újra kirobbant az öldöklés.

#### Az ötök
- Saul Tigh, a Kolóniai hadsereg alezredese, a Galactica másodtisztje, Adama admirális helyettese
- Ellen Tigh, Saul Tigh felesége
- Galen Tyrol, a Galactica fő fedélzetmestere, a viperáknak nevezett vadászgépek kilövését és karbantartását végző technikusok vezetője
- Tory Forster, capricai politológus, Laura Roslin elnök titkárságának vezetője (Billy Keikeya halála után)
- Samuel T. Anders, profi capricai „piramis”-játékos (labdajáték), a bolygófelszíni ellenállás vezére a Capricán, később a Galactica vadászpilóta-állományának tagja; Kara „Starbuck” Thrace vadászpilóta férje

#### Az emberforma cylonok második nemzedéke
- John Cavil / Egyes (Dean Stockwell): Az első emberforma modell, és a második cylon háború kirobbantója, primus inter pares a cylonok között. Idősödő, de jó kondícióban lévő férfi, pszichopatoid személyiségjegyekkel. Röviddel születése után megölte az Ötöket, tudatukat hibernálta, és emberi személyiséggel látta el őket, hogy emberként éljék át a kolóniák kiirtását. Részben szadista bosszúból, mert emberi testben teremtették meg; részben azért, hogy meggyőzze őket a gépi létforma felsőbbrendűségéről. A sorozatra jellemzően azonban Cavil sem egyértelműen fekete vagy fehér: létezik egy többé-kevésbé háborúellenessé lett példány (egyike a kettőnek, akiket a Terv végén kidobnak a légzsilipen), és az önző szempontok mellett hajlandó a faj fennmaradásáért az életét is kockáztatni.
- Leoben Conoy / Kettes (Callum Keith Rennie): Középkorú férfi, erős vallási fanatizmus és a műszaki berendezések iránti érzék jellemzi. „Spirituális tisztánlátónak” tartja magát, számos dolgot valóban előre megjósol - bár ezzel korántsincs egyedül. A cylon polgárháborúban minden példánya a lázadók oldalára áll.
- D'Anna Biers / Hármas (Lucy Lawless): Középkorú szőke nő. Fanatikus vallásossága mellé (ami mögött azonban félelem és kételyek vannak) enyhén paranoid gondolkodás járul: könnyen elveszti bizalmát a körülményekben és az őt körülvevőkben, az emberiség kiirtását is azért szorgalmazza, mivel fél attól, hogy egyszer bosszút állnak a halottaikért; a Capricán pedig Hatos és Boomer bedobozolásán mesterkedett, mivel úgy vélte (helyesen), hogy a két egykori ügynök túlzottan közel került az emberekhez, és veszélyt jelentenek a további háborús tervekre. Az egyik Hármasnak, aki D'Anna Biersnek nevezte magát, megadatott az ajándék, hogy halálakor láthatja az Ötök arcát - ugyanakkor feltámadása után képtelen visszaidézni ezeket az emlékeket. Ez a jelenség az Ötök iránti fanatikus kutatómunkává fajul nála (például titokban rendszeresen kivégezteti magát a centúriókkal, hogy feltámadhasson), amivel felkelti Cavil ellenszenvét, aki a végsőkig szeretné titkolni az Ötök létezését, ill. kilétét. D'Anna fanatikus viselkedésével az egész fajt veszélybe sodorta, engedély nélkül cselekedett, miközben egy patthelyzetben, egymásra irányított atomfegyverekkel, a cylonok az emberiséggel tárgyaltak. Erre hivatkozva Cavil elérte, hogy az összes Hármas példányt bedobozolják (testüket deaktiválják, a tudatot pedig hibernált állapotban tárolják). A Natalie Faust nevű Hatos mellett D'Anna volt a cylon polgárháború fő kirobbantója a lázadók oldaláról. Faust egyik követelése volt ugyanis, hogy aktiválják újra a Hármas modelleket. Cavil ehhez hozzájárult, de először csak D'Annát ébresztette fel, hogy ébredése után szövetséget ajánlhasson a Hármasoknak: felajánlotta neki, hogy beavatja őket terveibe és segít az Ötök iránti kutatásban, ha segítenek megakadályozni a polgárháborút. D'Anna azonban elvesztette bizalmát a Cavil által képviselt vonalban, és Cavilben is, válaszul kitekerte az Egyes példány nyakát, és a lázadók egyik vezére lett. D'Anna Cavilhez és Doralhoz hasonlóan ösztönösen gyűlölte az emberiséget, de velük ellentétben sokkal kevésbé önző célok vezérelték, részben pedig saját fajtájában is csalódott, így hamarabb eljutott a kiegyezésre kész állapotig, mint Cavil. A polgárháborúban az összes többi Hármas példány megsemmisült (inaktív állapotban) a feltámasztóhajók elleni támadáskor. D'Anna lett az első, elkeseredésében öngyilkos cylon. Amikor a Föld életre alkalmatlan volta bebizonyosodott, és kiderült, hogy az Ötök semmit sem tudnak azokról a kérdésekről, amik miatt kutatott utánuk, mivel Cavil törölte az emlékeiket, D'Anna minden reményt feladva, ottmaradt a radioaktivitással szennyezett bolygó nukleáris tél borította pusztaságain, lassú és végleges halálra ítélve önmagát.
- Simon O'Neil / Négyes (Rick Worthy): Fiatalabb színesbőrű férfi, orvosi programozással ellátva, aki társaival ellentétben kerül mindenfajta konfliktust és nyílt erőszakot (higgadt, csendes fellépés és erősen - bár közel sem hidegen - racionális, logikus beszédmód jellemzi) ugyanakkor orvosként ugyanolyan megkérdőjelezhető tetteket hajt végre, mint a többi cylon. A polgárháborúban Cavilt támogatta. Ugyanakkor egy alvó ügynök példány megtagadta Cavilnek az engedelmességet, és nem volt hajlandó felrobbantani a Galacticát, mert emberi felesége és mostohafia is a hajón volt, ehelyett öngyilkos lett.
- Aaron Doral / Ötös (Matthew Bennett): Fiatal fehér férfi. Vélhetően a legalacsonyabb intelligenciájú cylon modell, a Cavilek az ő példányaival szemben éreztetik leginkább lenézésüket - ugyanakkor Doral végig kitart a Cavil által képviselt keményvonalasság mellett. Ő az első modell, aki úgy bukik le, hogy nincs szándékában leleplezni magát.
- Hatos modellek (Tricia Helfer): Fiatal, többnyire szőke hajú nő. A Hatos modellek egyik jellegzetessége, hogy a többiekkel ellentétben szeretik önálló egyéniségüket hangsúlyozni, különféle egyedi neveket választani maguknak, és eltérő külsőt kialakítani.
  - A legfontosabb Hatos modell a Capricai hatos, aki megszerezte a Kolóniai Véderők által használt informatikai kódokat, lehetővé téve a cylonoknak, hogy komputervírusokkal megfertőzve az emberek hadieszközeit, számottevő szervezett ellenállás nélkül kiirthassák a kolóniák lakosságát. A Capricai Hatos maga is (tervezetten) meghalt a népirtásban, azonban feltámadása után, bár a többiek háborús hősnek tartották, képtelen volt beilleszkedni az új rendbe, és pacifista mozgalmat szervezett, amely az emberiséggel való kibékülést szorgalmazta. A sorozat pesszimista világlátására jellemző módon, a békemozgalom gyilkossággal indult: a Hatos és Boomer lelőtték az egyik D'Anna Biers példányt, mert az el akarta pusztítani Anderst, aki terroristamerényletet hajtott végre egy Capricai létesítmény ellen. Hatos azt hitte, ő volt a történelem első cylonja, aki cylont ölt, ami csak még jobban összezavarta; persze nem tudott Cavil tetteiről. Amikor Sharon Agathon (egy nyolcas) először próbálta kimenekíteni a cylonok kezébe került kislányát, Hera Agathont, a Galacticára, a Capricai Hatos szöktette meg, vállalva, hogy hátralévő életét legjobb esetben egy emberi katonai fogdában tölti majd vezeklésül a több milliárd életért. Capricai Hatos részt vett szerelme, Gaius Baltar kíséretében a cylon Kolónia elleni támadásban, túlélték, eljutottak az Új Földre, ahol együtt kezdtek új életet.
  - Jelentős példány még Natalie Faust, aki (az Ötöket leszámítva) elsőként vállalta a nyílt konfrontációt Cavillel, mivel elfogadhatatlannak tartotta a tetteit (bár Faust nem az emberekkel, hanem a cylonokkal való rossz bánásmódot kifogásolta inkább Cavil részéről, és valószínűleg hatalomra is vágyott). A konfliktus polgárháborúba torkollott. Faust lelövette a centúriókal Cavil frakciójának tagjait, hogy nyomást gyakoroljon rájuk, válaszul Cavil egy báziscsillag legénységének kivételével véglegesen kiirtotta a lázadókat. A megmaradt báziscsillag legénysége felvette a kapcsolatot az emberiséggel, és szövetséget ajánlott nekik, ami érthető módon igen nehezen szilárdult meg, de végül létrejött. Kezdetben Faust volt a lázadó cylonok diplomatája, de nem sokáig: egy félreértés következményeképp és váratlan módon egy cylon ölte meg, a gyermekéért rettegő Sharon Agathon, aki akkorra már egy fajtársában sem bízott meg. Hera elkódorgott a Galactica fedélzetén, és Faust karjaiban kötött ki: Sharon pedig azt hitte, hogy a cylonok ismét el akarják rabolni a kislányt (ami így volt, csak a lázadóknak semmi közük nem volt hozzá). Faust helyét egy másik Hatos, Szonja vette át, aki sikeresen folytatta elődje munkáját. A lázadók elismerték Adamát mint legfelsőbb hadurat, cserébe megkapták a „tizenharmadik” helyet a civilek tanácsában. Így szimbolikusan visszatért - legalábbis részben - Kobol tizenharmadik törzse az emberiséghez.
  - A Hatos modellnek számos egyéb példánya tűnik még fel a sorozatban.
- Daniel / Hetes: Egy soha létre nem jött modell, mivel Cavil még a modell megszületése előtt meggyilkolta az összes példányt féltékenységből, amiért anyja, Ellen Tigh jobban szerette őket.
- Sharon Valerii / Nyolcas (Grace Park): Fiatal ázsiai nő, két jelentős példány Sharon Valerii, és Sharon Agathon, mindketten a Kolóniai Véderők tisztjei voltak, ahová kémként, ügynökként kerültek. A nyolcasok mélyen emocionális lények, kevésbé érett személyiséggel, mint az öregebb modellek: ennek minden előnyével és hátrányával együtt. Könnyen lelkesednek, részt véve a dominánsabb modellek terveiben, ugyanakkor sérülékenyek és ingatagok, együttérzésüket az ellenségre is kiterjesztik.
  - Sharon "Boomer" Valerii alvó ügynök volt, akit Cavil arra használt, hogy merényleteket hajtson végre a Galacticán. Boomer azonban nem volt jó választás, mivel lelkileg gyenge volt az ilyen tettekhez, bár elcsábította Galen Tyrol főgépészt, valóban beleszeretett. Boomer ideje java részét azzal töltötte, hogy a félig öntudatlan állapotban (az erre a célra kifejlesztett, hipnózis alapú módszer rosszul működött) végrehajtott merényletek által okozott kárt igyekezett helyrehozni, illetve a lelepleződést elkerülni. Egy küldetés során egy cylon báziscsillagra kellett mennie, itt szembesítették óriási riadalmára nyolcas társai azzal, amit csak sejtett, hogy maga is egy cylon. Miután előzőleg egy sikertelen öngyilkossági kísérletet hajtott végre, Boomer összezavarodott, és végrehajtva Cavil egy addig megtagadott parancsát, lelőtte Adama admirálist, ezzel lelepleződött, a Galactica legénységének egy tagja pedig dühében végzett vele. Feltámadása után Boomer lett a másik oszlopa a Capricai Hatos által szervezett békemozgalomnak a Capricán. Ez a mozgalom az Új Capricai békülési kísérletben azonban kudarcot vallott, Boomer csalódásában Cavil egyik leghűségesebb támogatója lett, mígnem őt is megint elárulta, és Sharon Agathon - ezúttal véglegesen - végzett vele.
  - A másik Nyolcas, Sharon „Athena” Agathon (csak később nevezték így), egy szaporodást célzó kísérlet részeként elcsábította Karl "Helo" Agathon kolóniai hadnagyot, aki a megszállt Capricán rekedt, de akárcsak Boomer, ő is beleszeretett a célszemélybe, annyira, hogy végül feleségül ment hozzá, és maga is kolóniai tiszt lett. Boomerrel ellentétben Athena nem volt ingatag lelkületű (miután anya lett, nem is igen engedhette meg magának), sohasem árulta el sem a férjét, sem Adama admirálist. Helotól kislányuk született, aki - lévén félig cylon, félig ember - csodaszámba menő kuriózum volt, és egyben újabb fontos konfliktusforrás, mivel a cylonok szaporodásának kulcsát jelentette (bár az embereket nem vitte rá a lélek, hogy elpusztítsák Hérát). Sharon Agathon és Hera Agathon a mai, Földön élő emberiség ősanyjai lettek (a régészek azonban csak Hera csontjait találták meg).

## A cylon és az emberi vallás különbözősége
A sorozatban az emberek többsége többistenhívő, szent irataik szerint az ősidőkben édeni körülmények között együtt éltek isteneikkel a Kobol nevű bolygón (a bolygót később megtalálják, de már elhagyatott), mígnem elkövetkezett a Kivándorlás ideje, és a tizenkét emberi törzs űrhajókra szállt és benépesítette a tizenkét, az állatövi jegyekről elnevezett kolóniabolygót. Az isteneknek, vagy legalábbis egy részüknek, akik neveikben és szerepeikben részben megegyeznek az antik pogány (görög/római) mitológia isteneivel, valamiért nem tetszett a nekiindulás, így a közvetlen kapcsolat megszakadt velük; azonban az emberek még mindig hozzájuk imádkoznak, ha természetfeletti erők segítségére van szükségük. Az emberek hisznek abban, hogy ha meghalnak, és érdemesek rá, a lelkük újra együtt lakozik az isteneikkel. Létezik egy ősi, és biztonsági okokból csak a legfelsőbb katonai vezetők által ismert legenda is, eszerint valójában nem Kobol az emberiség őshazája, hanem egy Földnek nevezett bolygó; ahová a Caprica nevű kolóniabolygón álló Apollón-bálvány által tartott nyílvessző segítségével valamilyen módon el lehet jutni a Kobolról. (A legenda, bár annyira régi, hogy már azok is csak mítosznak tartják, akik még ismerik, igaznak bizonyul.)
A fő valláson kívül léteznek kisebb szekták is, például Mithrász-hívők, a többség azonban az antik jellegű istenségekben hisz.
Az emberi cylonok többsége egyistenhívő (kivéve az Egyes modelleket, akik, bár előszeretettel álcázzák magukat papnak, nem hisznek a természetfelettiben). Mesterséges voltuk ellenére többségük meg van róla győződve, hogy van lelke, és amennyiben nem tudnak feltámadni, úgy az emberekhez hasonlóan haláluk után ez az Istennel fog egyesülni. A cylon vallás hasonlít a földi ábrahámita vallásokhoz, de nem ugyanaz, mivel egyéb elemeket (mint pl. a reinkarnáció) is tartalmaz. A cylonok szerint az emberiség és a cylonok is Isten gyermekei, azonban az emberiség, hibás konstrukciója folytán, romlott és bűnös, akitől a természetfeletti erők - ha mint egyénektől nem is, de mint fajtól - elfordultak, és így méltók a pusztulásra. A sorozat elején megjelenő több milliárdos nukleáris népirtást valószínűleg, legalább részben, a vallásuk motiválja. A cylonok egy része úgy tartja, hogy ők Isten büntető keze, aki lesújt az emberiségre, mivel annyira tökéletlen. Másik részük nem ért egyet teljesen az emberek kiirtásával, mindenesetre helyesli, hogy az emberek cylon kontroll alatt éljenek, és a számukat "kezelhető mértékűre" szorítsák le (egy Egyes modell szavai).

## Külső hivatkozások
- Ilyen is lehetett volna a BSG - comment.com.